# Monte Ege
Il Monte Ege (in lingua inglese: Mount Ege) è una montagna antartica, alta 1.350 m,compresa tra il Berquist Ridge e il Drury Ridge, nel Neptune Range, che fa parte dei Monti Pensacola in Antartide.
Il monte è stato mappato dall'United States Geological Survey (USGS) sulla base di rilevazioni e foto aeree scattate dalla U.S. Navy nel periodo 1956-66.
La denominazione è stata assegnata dall'Advisory Committee on Antarctic Names (US-ACAN) in onore di John R. Ege, geologo del gruppo che conduceva studi nel Neptune Range nel 1963-64.